# Shorttrack-Europameisterschaften 2002
Die Shorttrack-Europameisterschaften 2002 waren die 6. Auflage der Shorttrack-Europameisterschaften und fanden vom 11. bis zum 13. Januar 2002 in der französischen Stadt Grenoble statt. Insgesamt wurden vier Europameistertitel vergeben, jeweils einer im Mehrkampf und in der Staffel bei Frauen und Männern. Ausrichter war die Internationale Eislaufunion (ISU).
Bei den Frauen dominierte Ewgenija Radanowa die Wettbewerbe. Sie gewann den dritten Mehrkampftitel in Folge und siegte auch über alle vier Einzelstrecken. Silber gewann Mara Zini, Bronze Joanna Williams. Bei den Männern gab es einen italienischen Doppelsieg im Mehrkampf. Fabio Carta siegte vor Nicola Rodigari und dem Franzosen Bruno Loscos. Das Staffelfinale bei den Frauen gewann Italien vor Bulgarien und Deutschland, bei den Männern siegte ebenfalls Italien vor Belgien und Deutschland.

## Teilnehmende Nationen
| - Belarus - Belgien - Bulgarien - Deutschland - Frankreich - Großbritannien - Israel - Italien - BR Jugoslawien - Litauen - Kroatien - Niederlande | - Norwegen - Österreich - Polen - Rumänien - Russland - Schweden - Schweiz - Slowakei - Slowenien - Tschechien - Ukraine - Ungarn |

## Ergebnisse

### Frauen
| Wettbewerb         | Gold                                                                           | Gold         | Silber                                                                                    | Silber       | Bronze                                                                               | Bronze       |
| Wettbewerb         | Athletin                                                                       | Leistung     | Athletin                                                                                  | Leistung     | Athletin                                                                             | Leistung     |
| ------------------ | ------------------------------------------------------------------------------ | ------------ | ----------------------------------------------------------------------------------------- | ------------ | ------------------------------------------------------------------------------------ | ------------ |
| 500 Meter          | Ewgenija Radanowa                                                              | 0:45,565 min | Mara Zini                                                                                 | 0:45,673 min | Marta Capurso                                                                        | 0:45,767 min |
| 1000 Meter         | Ewgenija Radanowa                                                              | 1:38,167 min | Joanna Williams                                                                           | 1:38,626 min | Katia Zini                                                                           | 1:38,711 min |
| 1500 Meter         | Ewgenija Radanowa                                                              | 2:48,183 min | Joanna Williams                                                                           | 2:48,658 min | Mara Zini                                                                            | 2:48,720 min |
| 3000 Meter         | Ewgenija Radanowa                                                              | 6:14,786 min | Mara Zini                                                                                 | 6:15,037 min | Joanna Williams                                                                      | 6:15,149 min |
| 3000 Meter Staffel | Italien Marinella Canclini Marta Capurso Evelina Rodigari Katia Zini Mara Zini | 4:29,255 min | Bulgarien Marina Georgiewa Anna Krastewa Ewgenija Radanowa Daniela Wlaewa Kristina Wutewa | 4:31,030 min | Deutschland Yvonne Bolt Yvonne Kunze Ulrike Lehmann Christin Priebst Susanne Rudolph | 4:31,885 min |
| Gesamtwertung      | Ewgenija Radanowa                                                              | 136 Punkte   | Joanna Williams                                                                           | 60 Punkte    | Mara Zini                                                                            | 55 Punkte    |

### Männer
| Wettbewerb         | Gold                                                                                    | Gold         | Silber                                                           | Silber       | Bronze                                                               | Bronze       |
| Wettbewerb         | Athlet                                                                                  | Leistung     | Athlet                                                           | Leistung     | Athlet                                                               | Leistung     |
| ------------------ | --------------------------------------------------------------------------------------- | ------------ | ---------------------------------------------------------------- | ------------ | -------------------------------------------------------------------- | ------------ |
| 500 Meter          | Nicola Rodigari                                                                         | 0:43,010 min | Nicola Franceschina                                              | 0:43,057 min | Fabio Carta                                                          | 0:43,889 min |
| 1000 Meter         | Fabio Carta                                                                             | 1:32,915 min | Bruno Loscos                                                     | 1:33,192 min | Nicola Rodigari                                                      | 1:33,204 min |
| 1500 Meter         | Fabio Carta                                                                             | 2:20,849 min | Nicola Rodigari                                                  | 2:21,041 min | Nicola Franceschina                                                  | 2:22,392 min |
| 3000 Meter         | Fabio Carta                                                                             | 5:03,098 min | Bruno Loscos                                                     | 5:06,567 min | Nicola Rodigari                                                      | 5:09,385 min |
| 5000 Meter Staffel | Italien Michele Antonioli Fabio Carta Nicola Franceschina Michele Ponti Nicola Rodigari | 7:20,752 min | Belgien Wim De Deyne Pieter Gysel Ward Janssens Simon Van Vossel | 7:22,452 min | Deutschland André Hartwig Holger Helas Arian Nachbar Sebastian Praus | 7:33,232 min |
| Gesamtwertung      | Fabio Carta                                                                             | 115 Punkte   | Nicola Rodigari                                                  | 81 Punkte    | Bruno Loscos                                                         | 42 Punkte    |

## Medaillenspiegel
| Platz  | Land           | Gold | Silber | Bronze | Gesamt |
| ------ | -------------- | ---- | ------ | ------ | ------ |
| 1      | Italien        | 3    | 1      | 1      | 5      |
| 2      | Bulgarien      | 1    | 1      | –      | 2      |
| 3      | Belgien        | –    | 1      | –      | 1      |
| 3      | Großbritannien | –    | 1      | –      | 1      |
| 5      | Deutschland    | –    | –      | 2      | 2      |
| 6      | Frankreich     | –    | –      | 1      | 1      |
| Gesamt | Gesamt         | 4    | 4      | 4      | 12     |